# 下到小船里
《下到小船里》（英語：Down at the Dinghy）是美国作家J.D.塞林格创作的短篇小说，1949年4月首次发表于《哈泼斯杂志》杂志，并收录在1953年的短篇小说集《九故事》中。
小说是1948年塞林格居住在威斯康辛日内瓦湖时写成的，它标志着塞林格小说风格的一次重要转变。塞林格的小说风格从先前的厌世主义转向了对人类相互依存、精神觉醒的思索，这在很大程度上得益于他在二战欧洲战场的可怕经历。
小说中的“宝宝”格拉斯··坦纳鲍姆一角也是塞林格系列作品中格拉斯家族的一员，她的两个哥哥分别是西摩·格拉斯（在《逮香蕉鱼的最佳日子》中开枪自杀）和巴迪·格拉斯（《抬高房梁，木匠们；西摩：小传》的叙述者）。

### 脚注
1. ↑  Salinger, J. D. (Jerome David). . Harper's Magazine. 1949-04-01,. April 1949  [2022-08-26]. ISSN 0017-789X. （原始内容存档于2022-08-26） （英语）.
2. ↑  Slawenski 2010，第174頁.
3. ↑  Slawenski 2010，第173-174頁.
4. ↑  Slawenski 2010，第176頁.
5. ↑  Slawenski 2010，第173頁.